# Philocheras sculptus
Philocheras sculptus is een garnalensoort uit de familie van de Crangonidae. De wetenschappelijke naam van de soort is voor het eerst geldig gepubliceerd in 1847 door Bell.